# Platja Naturista
La platja Naturista és una platja natural del municipi del Prat de Llobregat (Baix Llobregat), situada al delta del Llobregat, entre la platja de la Ricarda - Ca l'Arana, a llevant, i la platja de Can Camins, a ponent. És una platja nudista. Té una longitud de 166 metres i una amplada mitjana de 29 metres, formada per sorra mitjana i fina, però els temporals han anat reduint la sorra progressivament, de forma que gairebé no en queda.
La regressió progressiva de la sorra, a causa dels temporals, va motivar que el 2021 la zona nudista es traslladés a la platja del Remolar.